# Brachyporus spinulentus
Brachyporus spinulentus är en insektsart som beskrevs av Andrej Vasiljevitj Gorochov 2001. Brachyporus spinulentus ingår i släktet Brachyporus och familjen Anostostomatidae. Inga underarter finns listade i Catalogue of Life.